# Yolonda Ross
Yolonda Ross (Omaha, 31 de julio de 1974) es una actriz, escritora y directora estadounidense.

## Biografía
Ross nació y creció en Omaha, Nebraska. Comenzó su carrera como actriz en Nueva York, apareciendo en episodios de las series de televisión New York Undercover y Third Watch, antes de conseguir el papel protagonista en la película dramática independiente Stranger Inside (2001). Por su papel fue nominada al premio Independent Spirit en la categoría de mejor actriz debutante. Posteriormente tuvo papeles secundarios en varias producciones independientes y actuó como invitada en Law & Order y Law & Order: Criminal Intent, y en 2011 tuvo un papel recurrente en Treme, de HBO.
Coprotagonizó junto a LisaGay Hamilton la película dramática independiente elogiada por la crítica de 2013, Go for Sisters, por la que recibió una nominación al Premio Independent Spirit a la mejor actriz de reparto. Más tarde fue elegida junto a Viola Davis en Lila & Eve. En 2015 interpretó a Robyn Crawford, la amiga, asistente y supuesta amante de Whitney Houston, en la película de la cadena Lifetime, Whitney.
En 2017 tuvo un papel recurrente con Viola Davis en el thriller legal de ABC How to Get Away with Murder. Al año siguiente fue elegida para un papel regular en la serie dramática de Showtime, The Chi.

## Filmografía

### Cine y televisión
| Año           | Título                       | Papel                   | Notas             |
| ------------- | ---------------------------- | ----------------------- | ----------------- |
| 1997          | New York Undercover          | Jackie                  | 1 episodio        |
| 2000          | Third Watch                  | Patricia Ryder          | 1 episodio        |
| 2001          | Stranger Inside              | Treasure                |                   |
| 2001          | 24                           | Jessie Hampton          | 1 episodio        |
| 2002          | Antwone Fisher               | Nadine                  |                   |
| 2003          | The United States of Leland  | Miranda                 |                   |
| 2004          | Mind the Gap                 | Deniese                 |                   |
| 2005          | Third Watch                  | Lynette                 | 1 episodio        |
| 2005          | Law & Order: Criminal Intent | Regina Alcarese         | 1 episodio        |
| 2006          | Slippery Slope               | Ginger                  |                   |
| 2006          | Shortbus                     | Faustus                 |                   |
| 2007          | Law & Order: Criminal Intent | Patricia                | 1 episodio        |
| 2007          | Gardener of Eden             | Jasmine                 |                   |
| 2007          | I'm Not There                | Angela Reeves           |                   |
| 2008          | Choke                        | Maestra                 |                   |
| 2008          | New Amsterdam                | Lily Mae Brown          | 1 episodio        |
| 2009          | The Unit                     | Nora                    | 1 episodio        |
| 2009          | Whatever Works               | Boy's Mother            |                   |
| 2010          | Law & Order                  | Liz Canto               | 1 episodio        |
| 2010          | Lie to Me                    | Simone Askew            | 1 episodio        |
| 2011          | Yelling to the Sky           | Lorene O'Hara           |                   |
| 2011          | Treme                        | Dana Lyndsey            | 5 episodios       |
| 2012          | Four                         | Madre de Abigayle       |                   |
| 2013          | Go for Sisters               | Fontayne                |                   |
| 2013          | Phil Spector                 | Kelly                   |                   |
| 2013          | All Roads Lead               | Samantha Hollitt        |                   |
| 2015          | Whitney                      | Robyn Crawford          |                   |
| 2015          | Lila & Eve                   | Patrice                 |                   |
| 2015          | Split                        | Alice                   |                   |
| 2015          | Meadowland                   | Melanie                 |                   |
| 2015          | The Secret Life of Me        | Margo                   |                   |
| 2016          | Kiss Me, Kill Me             | Detective Annette Riley |                   |
| 2016          | The Bad Batch                | Maria                   |                   |
| 2016          | The Get Down                 | Sra. Green              |                   |
| 2017          | How To Get Away With Murder  | Claudia                 | 5 episodios       |
| 2018–presente | The Chi                      | Jada                    | Reparto principal |
| 2018          | O.G.                         | Hermana de Beeche       |                   |
| 2018          | Out of Blue                  | Janey Mac               |                   |
| 2019          | Bull                         | Sheila                  |                   |